# Monticello (Geórgia)
Monticello é uma cidade localizada no estado americano de Geórgia, no Condado de Jasper.

## Demografia
Segundo o censo americano de 2000, a sua população era de 2428 habitantes.
Em 2006, foi estimada uma população de 2612, um aumento de 184 (7.6%).

## Geografia
De acordo com o United States Census Bureau tem uma área de 7,9 km², dos quais 7,8 km² cobertos por terra e 0,1 km² cobertos por água. Monticello localiza-se a aproximadamente 210 m acima do nível do mar.

## Localidades na vizinhança
O diagrama seguinte representa as localidades num raio de 28 km ao redor de Monticello.